# Thiomonas bhubaneswarensis
Thiomonas bhubaneswarensis es una bacteria gramnegativa del género Thiomonas. Fue descrita en el año 2009. Su etimología hace referencia a Bhubaneswar, en la India. Es aerobia y móvil por flagelo polar. Tiene un tamaño de 0,43 μm de ancho por 1,73 μm de largo y crece de forma individual. Catalasa y oxidasa positivas. Tiene capacidad para oxidar el tiosulfato. Temperatura de crecimiento entre 25-45 °C, óptima de 30-37 °C. Forma colonias lisas y circulares. En la superficie de las colonias se puede apreciar la precipitación de azufre. Se ha aislado de sedimentos en una fuente termal en la India. 